# Buzoești
Buzoeşti é uma comuna romena localizada no distrito de Argeş, na região de Muntênia. A comuna possui uma área de 160.27 km² e sua população era de 6172 habitantes segundo o censo de 2007.